# Na-K-Cl котранспортер
Котранспортер Na-K-Cl (NKCC) являє собою білок, що бере участь в активному транспорті іонів натрію, калію та хлору, як до клітини, так і з неї. У людей є дві ізоформи цього транспортного білку мембрани, NKCC1 і NKCC2, які кодуються двома різними генами (SLC12A2 і SLC12A1 відповідно). Дві ізоформи гена NKCC1/Slc12a2 є результатом того, що екзон 21 зберігається в продукті (ізоформа 1) або даний екзон випадає (ізоформа 2) з кінцевого продукта гена.
Ізоформа NKCC1 часто зустрічається по всьому людському тілі; вона відіграє важливі функції в органах, які секретують рідини. Ізоформа NKCC2 виявлена зокрема, в нирках, де вона служить для реабсорбції Натрію, Калію, Хлору із первинної сечі, аби вони були повторно поглинені в кров.

## Функції
Білки NKCC представляють собою мембранні транспортні білки, які транспортують іони Хлору (Cl), Натрію (Na) та Калію (K) через клітинну мембрану. Оскільки білки NKCC переміщають іони в одному напрямку, то їх також називають симпортерами. Вони залишаються електронейтральними, переміщаючи два позитивно заряджені іони (натрію та калію), разом з двома негативно зарядженими частинками, іонами хлору. Таким чином, стехіометрія білків NKCC є 1Na: 1K: 2Cl.

### Ізоформа NKCC1
Ізоформа NKCC1 даного котранспоретра часто зустрічається по всьому тілу, особливо в органах, які секретують рідини: екзокринні залози. У клітинах цих органів, NKCC1 зазвичай знаходяться в базолатеральній мембрані: частина клітинної мембрани, що найближче розташована до кровоносних судин. Дане положення, у базолатеральній частині клітини, дає NKCC1 можливість транспортувати натрій, калій та хлор з крові до клітини. Інші транспоретри беруть участь в перенесенні цих іонів з клітини через апікальну частину мембрани. Як результат, ці іони з крові (зокрема хлор) секретируются в просвіт цих екзокринних залоз, це призводить до збільшення концентрації цих іонів в просвті залози, і, таким чином, викликаючи перехід води, відповідно до просвіту залози, за рахунок осмосу.
Транспортер NKCC1 необіхдний не тільки для екзокринних залоз, але також для формування багатої на калій ендолімфи, що омиває частину завитки внутрішнього вуха, органу, необхідного для слуху. Інгібування котранспортерів NKCC1, наприклад фуросемідом або іншими петльовими діуретиками, може призвести до глухоти.
Білок NKCC1 також експресується в багатьох областях головного мозку на ранніх стадіях розвитку, але не в зрілому віці. Ця зміна в наявності білку NKCC1, напевне, відповідає за зміну ролі нейротрансмітерів, таких як ГАМК та гліцин, які змінюються від збуджуючих до гальмівних, що здається відіграє важливу роль для раннього розвитку нейронів. Поки NKCC1 транспортери активні, внутрішня концентрація хлору в нейронах підвищується в порівнянні концентрацією хлору у зрілих нейронах, що є важливим для відповідей ГАМК і гліцину, так як відповідні ліганд-залежні аніонні канали є проникними для аніона хлору. При більш високих концентраціях внутрішнього хлору, рушійна сила, що виштовхує ці іони назовні збільшується, і, таким чином відкриття каналу призводить до того, що хлор залишає клітину, і тим самим деполяризує його. Іншими словами, збільшуючи внутрішню концентрацію хлору збільшується і потенціал для зворотнього руху хлору, відповідно до рівняння Нернста. Пізніше, коли рівень експресії NKCC1 зменшуються, в той час як експресія котранспортера KCC2 К-Cl збільшується - це призводить до встановлення концентрації хлору на рівні нейронів у дорослому віці.

### Ізоформа NKCC2
Ізоформа NKCC2 особливо представлена в клітинах висхідної гілки петлі Генле і макули (macula densa) в нефронах, які є основними функціональними блоками нирок. У цих клітинах, NKCC2 знаходиться на апікальній мембрані, що примикає до просвіту нефрона, який є порожнім, і накопичує сечу. Таким чином він відіграє дві ролі: як абсорбція натрію, та і в зворотньому зв'язку канальцево-клубочкового механізму.
Висхідна гілка петлі Генле починається в глибокій частині нирки (мозковий шар). Тут, сеча має відносно високу концентрацію натрію. З рухом сечі  у напрямку до більш поверхневої частини висхідної гілки, NKCC2 є основним транспортним білком, за допомогою якого натрій реабсорбується з сечі. Це транспортування натрію назовні і мала проникність води у висхідній гілці, створює більш розбавлену сечу. Відповідно до описаної вище стехіометрії, кожна реабсорбована молекула натрію приходить з ще однією молекулою калію та двома молекулами хлору. Потім натрій поглинається в кров, де він відіграє свою роль у підтримці кров'яного тиску.
Фуросемід та інші петльові діуретики інгібують активність NKCC2, тим самим погіршуючи реабсорбцію натрію в висхідній гілки петлі Генле.
Порушення реабсорбції натрію збільшує діурез за рахунок трьох механізмів:
1. Збільшує кількість активних осмолітов в сечі за рахунок зменшення поглинання натрію
2. Прибирає папілярний градієнт
3. Інгібує зворотній зв'язок канальцево-клубочкового механізму

Саме тому петльові діуретики призводять до зниження кров'яного тиску.
Гормон вазопресин, стимулює активність NKCC2. Вазопресин стимулює реабсорбцію натрію хлориду в висхідній гілці нефрона шляхом активації сигнальних шляхів. Вазопресин збільшує представлення NKCC2 на мембрані і фосфорилює деякі серинові і треонінові сайти на цитоплазматичній N-терміналі NKCC2, що розташовані в мембрані, збільшуючи активність транспортера. Збільшення активності NKCC2 допомагає в процесі реабсорбції води в збиральних каналах через аквапорини 2 типу  шляхом створення гіпо-осмотичного фільтрату.

## Генетика
NKCC1 і NKCC2 кодуються генами на довгих плечах хромосом 15 і 5, відповідно. Мутація при якій спостерігається втрата функції ізоформою NKCC2 викликається синдром Бартера: це аутосомно-рецесивне захворювання, що характеризується низьким рівнем калію в крові (гіпокаліємія), порушенням кислотно-лужної рівноваги організму (алкалоз), і зниженням кров'яного тиску .

## Кінетика
Енергія, необхідна для переміщення розчинених речовин через клітинну мембрану забезпечуються електрохімічним градієнтом натрію. Електрохімічний градієнт Натрію в встановлюється активністю Na-K-АТФази, яка є АТФ-залежним ферментом. Так як NKCC білки використовують градієнт натрію, їх активність опосередковано залежить від АТФ; з цієї причини, транспорт що здійснюють NKCC білки - це вид вторинно-активного транспорту. Є три ізоформи NKCC2, що утворюються за рахунок альтернативного сплайсингу (NKCC2A, B і F). Кожна з цих ізоформ експресуються на різні ділянках висхідної гілки Генле, і вони мають різну спорідненість до натрію, що корелює з їхньою локалізацією. Ізоформа Р більше переважає в більш глибокої частини висхідної гілки, де концентрація натрію дуже висока. NKCC2F є ізоформою з найнижчою спорідненістю до натрію і це дозволяє котранспортеру працювати в цьому, багатому на натрію середовищі. І навпаки, ізоформа NKCC2B експресується в більш поверхневій ділянці висхідної гілки і макули, і вона має найвищу афінність до натрію. Це дозволяє NKCC2B функціонувати в цьому бідному на натрій середовищі. Ізоформа NKCC2A проміжну спорідненість до натрію, і проміжну локалізацію на петлі Генле. Таким чином, NKCC2 здатний функціонувати належним чином уздовж діапазону концентрацій натрію, які можна знайти вздовж висхідної гілки.